# Zygmunt Malawski
Zygmunt Malawski (ur. 3 sierpnia 1923 w Skarżysku-Kamiennej, zm. 30 sierpnia 1983 w Łodzi) – polski aktor filmowy, teatralny, oraz telewizyjny.

## Życiorys
Jego debiut teatralny miał miejsce 12 listopada 1951. Rok później ukończył studia na łódzkiej PWST. Od 1951 do końca kariery występował w Teatrze Nowym w Łodzi. W latach 1962–1981 występował w Teatrze Telewizji.
Odznaczony Honorową Odznaką Miasta Łodzi (1969), oraz Medalem 30-lecia Polski Ludowej (1974).
Pochowany na Cmentarzu św. Franciszka w Łodzi (kwatera 5 - 8 - 46)

## Filmografia
- 1957: Kapelusz pana Anatola – milicjant w cywilu obserwujący lokal Felusia Piwko
- 1959: Pociąg - milicjant
- 1960: Szklana góra – milicjant
- 1961: Ogniomistrz Kaleń  – milicjant w strażnicy Kolanowskiego
- 1961: Historia żółtej ciżemki – strażnik w Myślenicach
- 1962: Wielka, większa i największa – właściciel Opla Kapitana
- 1964: Panienka z okienka
- 1965: Powrót doktora von Kniprode – oficer w barze
- 1967: Stawka większa niż życie – Heinrich Vogel, więzień w celi Klossa (odc. 1)
- 1967: Zwariowana noc – porucznik Hans Wolf
- 1968: Czterej pancerni i pies – oficer niemiecki (odc. 9)
- 1969: Przygody pana Michała − szlachcic
- 1969: Wino mszalne
- 1970: Twarz anioła – strażnik w Warsztacie
- 1970: Doktor Ewa – ojciec kolonisty Marka (odc. 5)
- 1970: Wakacje z duchami – robotnik (odc. 1)
- 1972: Palec Boży – prezes
- 1973: Droga - Władysław Wróbel, ojciec „Anity”; w czołówce: Zbigniew (odc.3)
- 1974: Godzina za godziną - pracownik bazy transportowej Sawicki
- 1974: S.O.S. – pułkownik
- 1975: Dyrektorzy – Cis, przewodniczący rady zakładowej
- 1976: Daleko od szosy – prezes spółdzielni mieszkaniowej (odc. 7)
- 1976: Znaki szczególne – dyrektor Sochacki